# Mononobe no Arakabi
Mononobe no Arakabi (物部麁鹿) (morreu em 535)  foi o chefe do Clã Mononobe que viveu durante o Período Kofun da História do Japão.

## Vida
Arakabi, chefe do clã guerreiro, foi enviado como Shogun pelo Imperador Keitai para acabar com a Rebelião de Iwai em 527, o que realizou com sucesso (acabando com a vida de  Tsukushi Kuni Miyatsuko Iwai)  , posteriormente se tornou Ōmuraji  deste imperador .